# Blafuil
De blafuil (Ninox connivens) is een vogel uit de familie Strigidae (Echte uilen).

## Verspreiding en leefgebied
Deze soort komt voor op de Molukken, Nieuw-Guinea en Australië en telt vijf ondersoorten:
- N. c. rufostrigata: Morotai (noordelijke Molukken).
- N. c. remigialis: Kai Besar (zuidoostelijk Molukken).
- N. c. assimilis: Nieuw-Guinea.
- N. c. peninsularis: noordelijk Australië.
- N. c. connivens: zuidwestelijk, oostelijk en zuidoostelijk Australië.

## Status
De grootte van de populatie is niet gekwantificeerd maar de soort wordt omschreven als wijdverspreid en algemeen voorkomend. Op de Rode lijst van de IUCN heeft deze soort de status niet bedreigd.